# Rainha Brasileira do Café
Rainha Brasileira do Café é o título dado àquela que representa o Brasil no Rainha Internacional do Café, em Manizales, na Colômbia. Atualmente não há um concurso específico para eleger a representante do nosso país no evento. As candidatas são indicadas pela empresa detentora dos direitos do concurso no Brasil, a MMB Produções e Eventos, entre aquelas que melhor se classificaram no Miss Mundo Brasil de algum dos anos anteriores e que, no entendimento de especialistas do grupo, tem chances de trazer o título para a nação brasileira. No evento que abrange toda a América Latina e parte da Europa, o Brasil é líder de vitórias conquistadas, totalizando nove coroas no concurso.

## História

### Rainha do Café Brasil (57, 61 e 63)

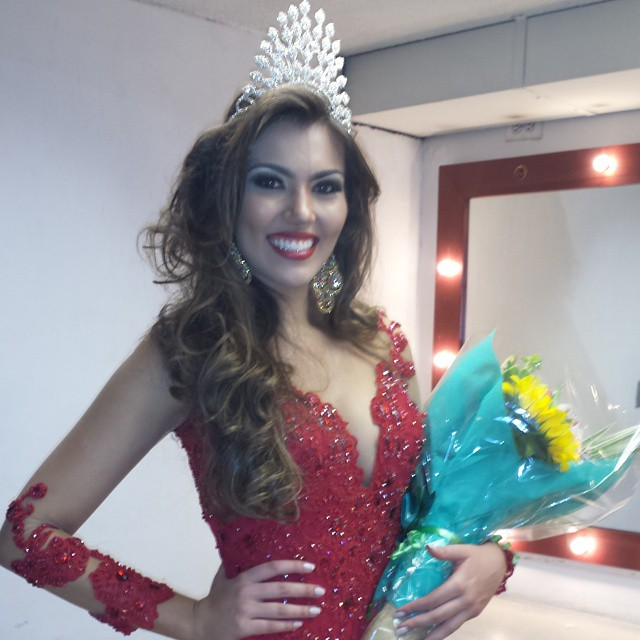
A Rainha Brasileira do Café, Vitória Bisognin, momentos depois da realização do concurso de 2015.

Com a finalidade de eleger a representante brasileira para o concurso Rainha Internacional do Café, realizado na cidade de Manizales, na Colômbia, só houve três edições válidas para selecionar a brasileira em solo nacional: nos anos de 1957, 1961 e em 1963. O governo do Brasil foi convidado a apresentar uma candidata de sua escolha, eleita por concurso, para a primeira edição de escolha da "Rainha do Café" duranta a feira de Manizales. Assis Chateaubriand, proprietário do Diários Associados, junto ao presidente do Instituto Brasileiro do Café Paulo Guzzo, promoveram a disputa através dos principais veículos de comunicação da época, entre os Estados com maior índice de consumo, exportação e plantação de café. Mais de sessenta (60) candidatas se inscreveram em diversos Estados, e apenas vinte e três (23) delas seguiram para a final. A primeira vitoriosa foi Cleia Honain, de Araraquara.
Como a etapa internacional só era realizada de dois em dois anos, o concurso voltou a ter uma segunda edição em 1959. O Brasil, novamente convidado, não realizou uma disputa nacional. Como a organização da Feira de Manizales demandava que a candidata deveria ter passado por um processo de escolha, a Instituto Brasileiro do Café junto a Assis Chateaubriand, proprietário do Diários Associados e organizador do concurso Miss Brasil (principal concurso de beleza realizado no País, na época) convidaram Denise Guimarães Prado, terceira colocada no Miss Brasil 1958 para a disputa, já que a primeira e a segunda colocada já estavam direcionadas para outros concursos internacionais.
A escolha da mais bela rainha do café brasileira voltou à ser realizado em 1961. Com o apoio do Instituto Brasileiro do Café, foi realizada a disputa com sete (7) candidatas de seis (6) Estados durante a "I Festa e Exposição Nacional do Café" de Ribeirão Preto, interior de São Paulo. O concurso aproveitou a feira, que realizou diversos simpósios, palestras e demonstrações do principal produto brasileiro, para eleger a mais bela. A vencedora na ocasião foi a representante de Minas Gerais, Mercedes Elizabeth del Carmen Carrascosa Von Glehn, que posteriormente deu o segundo título internacional ao Brasil.
A última edição ocorreu em 1963, tendo sido realizado com o apoio do Instituto Brasileiro do Café durante a "Semana Internacional do Café" de Londrina, com a presença de cinco (5) candidatas de cinco Estados do País. A final ocorreu no dia 15 de Dezembro daquele ano no Londrina Country Club e teve como vencedora a paranaense de Londrina, Andréa Vasconcelos de Oliveira. Destacou-se, na feira, a realização de um Simpósio das Cooperativas do Centro do Comércio do Café, inauguração da Agência do IBC e dos Serviços Agronômicos e Usina de Padronização, entrega de prêmios aos cafeicultores que produziram os melhores cafés na safra 1961/1962 e às firmas que participaram da exposição industrial. Vale salientar a participação de Elke Maravilha, naquela época, chamada de "Elke Grunnup" representando Minas Gerais, Elke tinha 18 anos e um ano antes tinha sido eleita "Glamour Girl de Minas Gerais".
Houve uma tentativa do Instituto Brasileiro do Café em realizar a disputa novamente em 1964, mas como a Feira de Manizales na Colômbia deixou de realizar a eleição da mais bela do café entre 1964 a 1971, o concurso em solo nacional perdeu força.

### Rainha do Café do Brasil 1967
Somente em 1967, no Rio de Janeiro, com o patrocínio da "Revista do Comércio do Café", Secretaria de Turismo da Guanabara e o Instituto Brasileiro do Café outra escolha foi feita, a de "Rainha do Café do Brasil" de 1967. Na noite de 23 de Setembro de 1967 no Copaleme Praia Clube, venceu Maria Expedita Cavalcante de Castro, representante do Banco de Minas Gerais, que como prêmio, ganhou uma viagem à Buenos Aires, na Argentina.

### Rainha do Café do Brasil e Embaixatriz do Café 1968
Promovido pela "Revista do Comércio do Café" com apoio da Secretaria de Turismo da Guanabara, o concurso "Rainha do Café do Brasil" e "Embaixatriz do Café" foi realizado no Rio de Janeiro. A vencedora, recebia como prêmio uma viagem para Hamburgo, na Alemanha patrocinado pela empresa Aliança de Navegação, já a segunda colocada recebia o título de "Embaixatriz do Café" e ganhava uma viagem para Nova Iorque, nos Estados Unidos dado pela Cia Navegação Mercantil. A escolhida, em cerimônia realizada no dia 7 de Dezembro de 1968 no Clube Sírio Libanês do Rio de Janeiro foi Celi Regina Aguiar, representante da Cia Navegação Mercantil e a embaixatriz foi a candidata do Paraná, Rosângela Lopes da Costa.

### Edições
1. Rainha Brasileira do Café 1957
2. Rainha Brasileira do Café 1961
3. Rainha Brasileira do Café 1963

## Representantes
| Ano  | Ref                                                 | Representante                                       | Origem                                              | Colocação                                           | Prêmio                                              |
| ---- | --------------------------------------------------- | --------------------------------------------------- | --------------------------------------------------- | --------------------------------------------------- | --------------------------------------------------- |
| 1957 | [ 3 ]                                               | Berta Cleia Honain                                  | Araraquara, SP                                      |                                                     |                                                     |
| 1959 | [ 4 ]                                               | Denise Guimarães Prado                              | Belo Horizonte, MG                                  | Rainha Continental do Café                          |                                                     |
| 1961 | [ 5 ]                                               | Mercedes Elizabeth Carrascosa Von Glehn             | Lavras, MG                                          | Rainha Continental do Café                          |                                                     |
| 1963 | [ 5 ]                                               | Andrea Vasconcelos de Oliveira                      | Londrina, PR                                        |                                                     |                                                     |
| 1985 | [ 6 ]                                               | Márcia Giagio Canavezes de Oliveira                 | Rio de Janeiro, RJ                                  | Rainha Internacional do Café                        |                                                     |
| 1988 | [ 6 ]                                               | Ana Márcia Marques de Moura                         | Santa Maria, RS                                     | Rainha Internacional do Café                        |                                                     |
| 1990 | [ 7 ]                                               | Ana Cristina de Medeiros                            | Gravatá, PE                                         |                                                     |                                                     |
| 1991 | [ 8 ]                                               | Leila Cristine Schuster                             | Cachoeirinha, RS                                    |                                                     |                                                     |
| 1992 | [ 9 ]                                               | Valéria Cristina Tavares                            | Aracaju, SE                                         |                                                     |                                                     |
| 1993 | [ 9 ]                                               | Cristiane Xavier Nunes                              | Goiânia, GO                                         | 4º. Lugar                                           |                                                     |
| 1994 | [ 9 ]                                               | Vanessa de Souza Gurgel                             | Natal, RN                                           | 5º. Lugar                                           |                                                     |
| 1995 | [ 6 ]                                               | Regilaine Bitencourt de Miranda                     | Bragança Paulista, SP                               | Rainha Internacional do Café                        |                                                     |
| 1996 | [ 10 ]                                              | Karla Konig                                         | Curitiba, PR                                        | 2º. Lugar                                           |                                                     |
| 1997 | [ 11 ]                                              | Cristiane de Freitas                                | Francisco Beltrão, PR                               |                                                     |                                                     |
| 1999 | [ 3 ]                                               | Silvia Schuster                                     | São Paulo, SP                                       |                                                     |                                                     |
| 2000 | [ 12 ]                                              | Grace Caroline Martins                              | Florianópolis, SC                                   |                                                     |                                                     |
| 2001 | [ 13 ]                                              | Francine Eickemberg Cruz                            | Blumenau, SC                                        | Rainha Internacional do Café                        |                                                     |
| 2002 | [ 14 ]                                              | Vanessa Molleri Pereira                             | Itajaí, SC                                          |                                                     |                                                     |
| 2003 | [ 15 ]                                              | Priscila Rosa dos Santos                            | Penha, SC                                           | 2º. Lugar                                           |                                                     |
| 2004 | [ 15 ]                                              | Fabiana dos Santos                                  | Joinville, SC                                       | Semifinalista (Top 10)                              | Melhor Cabelo                                       |
| 2005 | [ 6 ]                                               | Célia Renata Silva                                  | Blumenau, SC                                        | 4º. Lugar                                           | Miss Fotogenia · Melhores Pernas                    |
| 2006 | [ 16 ]                                              | Juliana Tayná Depiné                                | Blumenau, SC                                        |                                                     |                                                     |
| 2007 | [ 17 ]                                              | Clarissa Majorie Caetano                            | São José dos Pinhais, PR                            |                                                     |                                                     |
| 2008 | [ 18 ]                                              | Loraine Navarro Gimenez                             | Salvador, BA                                        |                                                     |                                                     |
| 2009 | [ 19 ]                                              | Anelize Garcia                                      | Maringá, PR                                         | 5º. Lugar                                           |                                                     |
| 2010 | [ 20 ]                                              | Mariana Notarângelo da Fonsêca                      | Duque de Caxias, RJ                                 | Rainha Internacional do Café                        | Rainha da Polícia                                   |
| 2011 | [ 21 ]                                              | Isabelle Cristina Nunes Sampaio                     | Recife, PE                                          |                                                     |                                                     |
| 2012 | [ 22 ]                                              | Aline Sales dos Reis                                | Belém, PA                                           | 5º. Lugar                                           |                                                     |
| 2013 | [ 23 ]                                              | Andressa Simone dos Santos de Mello                 | Ijuí, RS                                            |                                                     | Rainha da Polícia                                   |
| 2014 | [ 24 ]                                              | Priscilla Medeiros Durand Gomes                     | Campina Grande, PB                                  | Rainha Internacional do Café                        | Melhores Pernas                                     |
| 2015 | [ 25 ]                                              | Vitória Machado Bisognin                            | Santa Maria, RS                                     | 4º. Lugar                                           | Melhor Cabelo                                       |
| 2016 | [ 26 ]                                              | Júlia do Vale Horta                                 | Juiz de Fora, MG                                    | 2º. Lugar                                           |                                                     |
| 2017 | [ 27 ]                                              | Francielly Soares Ouriques                          | São José, SC                                        | 4º. Lugar                                           | Melhor Cabelo · Melhores Pernas                     |
| 2018 | [ 28 ]                                              | Anna Lyssa dos Santos Valim                         | Brasília, DF                                        |                                                     | Melhor Rosto                                        |
| 2019 | [ 29 ]                                              | Inessa Karla Nogueira de Pontes                     | Limoeiro do Norte, CE                               | 5º. Lugar                                           | Melhor Rosto                                        |
| 2020 | [ 30 ]                                              | Bianca Giacomine Loyolla                            | Linhares, ES                                        |                                                     |                                                     |
| 2021 | Não realizado devido a pandemia global de Covid-19. | Não realizado devido a pandemia global de Covid-19. | Não realizado devido a pandemia global de Covid-19. | Não realizado devido a pandemia global de Covid-19. | Não realizado devido a pandemia global de Covid-19. |
| 2022 | [ 31 ]                                              | Maria Eduarda Valotto                               | Cianorte, PR                                        | 2º. Lugar                                           |                                                     |
| 2023 | [ 32 ]                                              | Gabrielle Flávia Araújo                             | Ibirité, MG                                         |                                                     |                                                     |
| 2024 | [ 33 ]                                              | Luciana Cirqueira Gomes                             | Porto Nacional, TO                                  | Semifinalista (Top 10)                              |                                                     |
| 2025 | [ 34 ]                                              | Cristiane Stipp Schavetock                          | Querência, MT                                       | Rainha Internacional do Café                        |                                                     |

### Títulos por Estado
| Vitórias | Estado              | Títulos                                              |
| -------- | ------------------- | ---------------------------------------------------- |
| 9        | Santa Catarina      | 1996, 2000, 2001, 2002, 2003, 2004, 2005, 2006, 2017 |
| 5        | Paraná              | 1963, 1997, 2007, 2009, 2022                         |
| 4        | Rio Grande do Sul   | 1988, 1991, 2013, 2015                               |
| 4        | Minas Gerais        | 1959, 1961, 2016, 2023                               |
| 3        | São Paulo           | 1957, 1995, 1999                                     |
| 2        | Pernambuco          | 1990, 2011                                           |
| 2        | Rio de Janeiro      | 1985, 2010                                           |
| 1        | Mato Grosso         | 2025                                                 |
| 1        | Tocantins           | 2024                                                 |
| 1        | Espírito Santo      | 2020                                                 |
| 1        | Ceará               | 2019                                                 |
| 1        | Distrito Federal    | 2018                                                 |
| 1        | Paraíba             | 2014                                                 |
| 1        | Pará                | 2012                                                 |
| 1        | Bahia               | 2008                                                 |
| 1        | Rio Grande do Norte | 1994                                                 |
| 1        | Goiás               | 1993                                                 |
| 1        | Sergipe             | 1992                                                 |